# Celebichneumon
Celebichneumon är ett släkte av steklar. Celebichneumon ingår i familjen brokparasitsteklar.
Kladogram enligt Catalogue of Life:
| Celebichneumon | \| \| Celebichneumon albifasciatus \| \| \| \| \| \| Celebichneumon annulatus \| \| \| \| \| \| Celebichneumon egregius \| \| \| \| \| \| Celebichneumon latimodjongis \| \| \| \| \| \| Celebichneumon rufinus \| \| \| \| \| \| Celebichneumon silvaemontis \| \| \| \| \| \| Celebichneumon striatus \| \| \| \| \| \| Celebichneumon wawakarensis \| \| \| \| |
|                | \| \| Celebichneumon albifasciatus \| \| \| \| \| \| Celebichneumon annulatus \| \| \| \| \| \| Celebichneumon egregius \| \| \| \| \| \| Celebichneumon latimodjongis \| \| \| \| \| \| Celebichneumon rufinus \| \| \| \| \| \| Celebichneumon silvaemontis \| \| \| \| \| \| Celebichneumon striatus \| \| \| \| \| \| Celebichneumon wawakarensis \| \| \| \| |
|                | Celebichneumon albifasciatus |
|                | |
|                | Celebichneumon annulatus |
|                | |
|                | Celebichneumon egregius |
|                | |
|                | Celebichneumon latimodjongis |
|                | |
|                | Celebichneumon rufinus |
|                | |
|                | Celebichneumon silvaemontis |
|                | |
|                | Celebichneumon striatus |
|                | |
|                | Celebichneumon wawakarensis |
|                | |